# Sky Regional Airlines

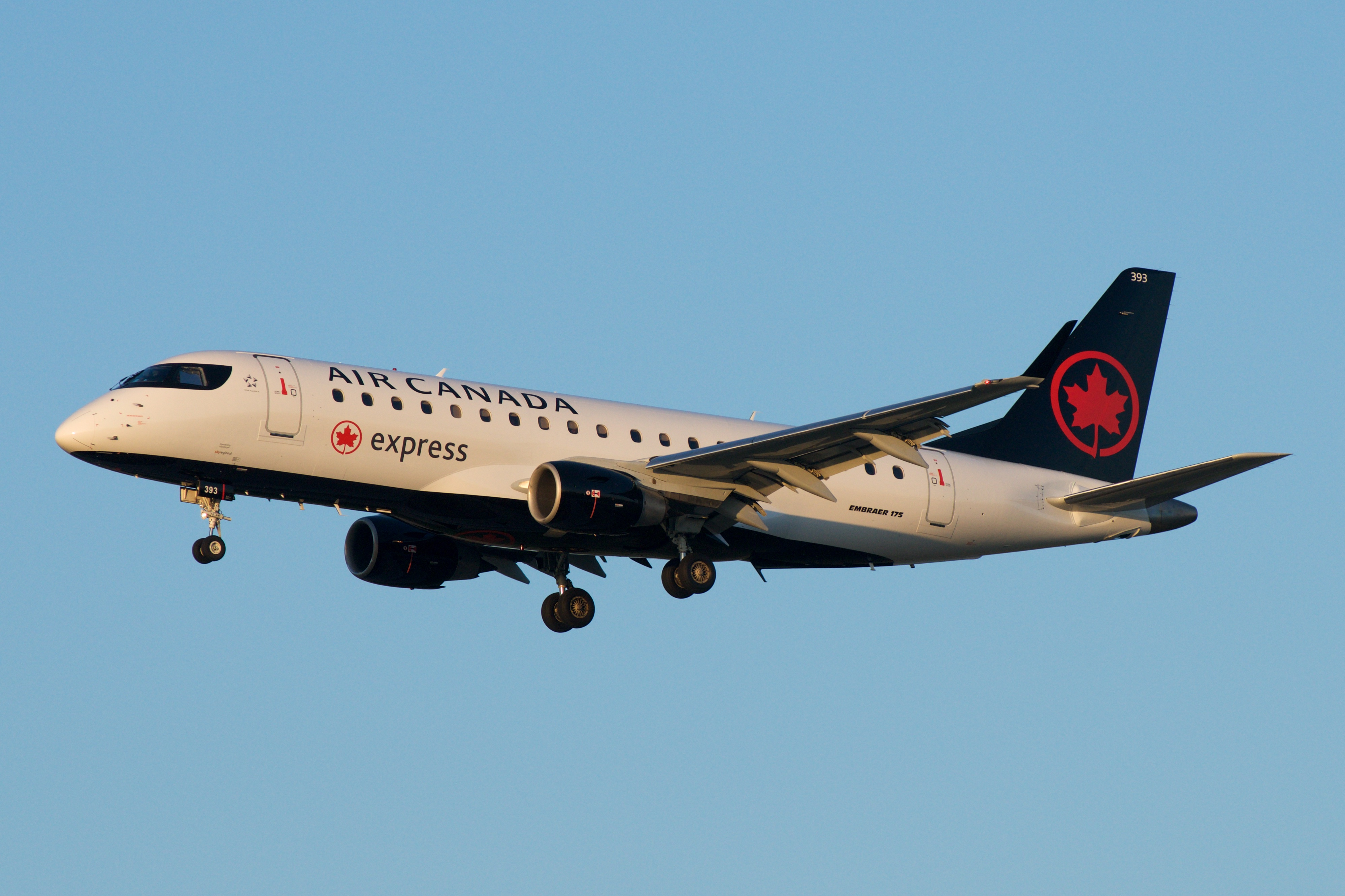
Air Canada Express Embraer 175, выполняемый Sky Regional Airlines

Sky Regional Airlines (SRA) — бывшая авиакомпания, штаб-квартира которой находилась на территории международного аэропорта Торонто-Пирсон в Онтарио. Она начала работать под брендом Air Canada Express с 1 мая 2011 года. Авиакомпания начала предлагать ежедневные рейсы между аэропортом Билли-Бишоп-Торонто и другими аэропортами Канады.
До марта 2021 года флот авиакомпании составляли 25 самолётов Embraer 175.